# Nisakarang
Nisakarang is een bestuurslaag in het regentschap Flores Timur van de provincie Oost-Nusa Tenggara, Indonesië. Nisakarang telt 622 inwoners (volkstelling 2010).